# Pers-en-Gâtinais
Pers-en-Gâtinais è un comune francese di 217 abitanti situato nel dipartimento del Loiret nella regione del Centro-Valle della Loira.

## Società

### Evoluzione demografica
Abitanti censiti